# Sanctambrosia manicata
Sanctambrosia manicata là loài thực vật có hoa thuộc họ Cẩm chướng. Loài này được (Skottsb.) Skottsb. ex Kuschel miêu tả khoa học đầu tiên năm 1961.